# São Cristóvão e Neves nos Jogos Pan-Americanos de 2007
São Cristóvão e Neves competiu nos Jogos Pan-Americanos de 2007 no Rio de Janeiro, no Brasil.